# Уиллис, Натаниэль Паркер
Натаниэль Паркер Уиллис (англ. Nathaniel Parker Willis; 20 января 1806 года — 20 января 1867 года) — американский писатель и редактор, сотрудничавший с известными американскими авторами, включая Эдгара Аллана По и Генри Уодсворта Лонгфелло. В своё время считался самым высокооплачиваемым автором статей для журналов. Некоторое время был работодателем бывшей рабыни и будущей писательницы Гэрриет Джейкобс. Брат композитора Ричарда Сторрса Уиллиса и писательницы Фанни Ферн.
Родился в Портленде, штат Мэн, в семье издателей. Дедушка Уиллиса владел газетой в Массачусетсе и Вирджинии, отец основал газету Youth’s Companion, первую выпускаемую специально для детей. Уиллис обнаружил интерес к литературе в Йельском университете, начав публиковать стихи. После окончания Йеля работал на New-York Mirror, отправившись в качестве корреспондента в Европу. По возвращении в Нью-Йорк переключился на карьеру писателя. Работая на разные издания, получал около 100 долларов за статью, что составляло от 5,000 до 10,000 долларов годового дохода. В 1846 открыл собственное издание, Home Journal, впоследствии переименованное в Town & Country. Вскоре после этого Уиллис поселился в доме на реке Гуздон, где жил, частично отойдя от дел, до самой смерти в 1867 году.
Свои произведения Уиллис писал от первого лица, напрямую обращаясь к читателям. Эта манера особенно характерна для его путевых заметок. Таким образом, литературная репутация Уиллиса основывалась на характере автора. Критики, в том числе его сестра, в романе «Рут Холл» отмечали женственность и европейские манеры Уиллиса. Уиллис опубликовал несколько поэм, сказок и пьесу. Несмотря на популярность у современников, после смерти Уиллис был практически забыт.
Перевод повести автора "The Gipsy of Sardis" (под псевдонимом Philip Slingsby) была опубликована в журнале "Библиотека для Чтения" (1835, Том 12) под названием "Турецкая Цыганка" за подписью "А. Белкин" и приписывалась авторству редактора журнала О. И. Сенковского, который лишь переписал ею (как он часто делал), введя русского героя-рассказчика и дополнив ее описаниями природы и Константинополя по личным воспоминаниям. Повесть, вероятно, переведена с английского Е. Ф. Коршем из журнала "The New Monthly Magazine and Literary Journal" (1835).